# Elbasan
Elbasan (dawniej Scampa, Albanopolis) – miasto w środkowej Albanii nad rzeką Shkumbin. Ośrodek administracyjny okręgu Elbasan w obwodzie Elbasan. W 2011 roku zamieszkiwane było przez 78 703 mieszkańców.
W mieście rozwinął się przemysł materiałów budowlanych, drzewny, spożywczy oraz metalurgiczny.

## Zabytki
- meczet Naziresha
- zamek turecki z XV wieku. Zamek początkowo składał się z 26 wież o wysokości 9 metrów. Zamek zbudowano w celu kontroli nad Albanią.

## Miasta partnerskie
- Dunaújváros